# Вирановские
Вирано́вские — дворянский род Российской империи шляхетского происхождения.
Род был внесён в 6-ю часть дворянской родословной книги Подольской губернии.
Герб находится в XI части «Общего гербовника» (№ 47).

## История рода
Вирановские ведут своё происхождение из земель Короны Польской в Речи Посполитой, а именно его предок — Осип (скончался в 1709 году) — был владельцем села Вороницы в Брацлавском воеводстве.
В конце XVIII века род разделился на 2 ветви, основателями которых стали сыновья Антона Ивановича, имевшего 10 детей.

### Польская ветвь
Первая, католическая (польская), ветвь — потомки Михаила Антоновича. Её представители традиционно занимали гражданские должности, проживали в Виленской, Харьковской и Полтавской губерниях. После 1917 года многие из них переехали в Литовскую республику, а затем были репатриированы на территорию Польши. Написание фамилии — Wiranowski, Wiranowska. В настоящее время представители католической ветви проживают в США.

### Российская ветвь
Вторая, православная (российская), ветвь — потомки Николая Антоновича, участника Севастопольской обороны. Мужские представители линии традиционно служили по военному ведомству были активными участниками Русско-Японской и Первой мировой войн. Сын Николая Антоновича генерал-лейтенант Георгий Николаевич вступил в 1918 год начальником штаба помощника главнокомандующего армиями Румынского фронта. Многие из Вирановских воевали в Гражданскую войну в Добровольческой армии и Вооружённых силах Юга России, шестеро из них погибли.
Затем последовала эмиграция большей части членов ветви сначала в Югославию, а затем во Францию (остальные проживали в Одессе и Ростове-на-Дону). Во Франции Вирановские занимали различные профессии, сохраняя русские традиции. Георгий Борисович, внук Георгия Николаевича, окончил Электротехнический институт (сейчас, Национальный политехнический институт в Гренобле). Пётр Николаевич, сын Николая Антоновича, был церковным старостой православного храма в Тулоне.
Оставшийся в Одессе Николай Георгиевич, сын Георгия Николаевича, стал иподиаконом одесского епископа, а затем регентом архиерейского хора и церковным композитором, став основателем музыкальной династии.
Победа Советского Союза в Великой Отечественной войне подвигла «французских» Вирановских (Бориса Георгиевича, члена Союза младороссов и Союза советских патриотов, с супругой Татьяной и сыном Георгием) вернуться на Родину.
Дочь Бориса Георгиевича Ирина осталась во Франции со своим мужем Сергеем Владимировичем Николаевым (потомком внебрачного сына великого князя Николая Николаевича Старшего). Репатрианты, отказавшиеся от Нансеновского паспорта были высланы в степи Чкаловской области. Осуждённый на 25 лет заключения Борис Георгиевич с 1947 года по 1955 год находился в Потьминских лагерях, после чего был реабилитирован. Его сын Георгий Борисович в 1968 году возглавил Орский завод электромеханических изделий.
Сын Георгия Борисовича — Борис Георгиевич (ум. 2022) — состоял членом Санкт-Петербургского губернского Дворянского Собрания и «Union de la Noblesse Russe» (Союз русских дворян, Франция).
Сейчас представители ветви проживают в России (Санкт-Петербург, Орск), на Украине (Одесса), во Франции (Прованс), Германии (Гамбург) и США (Флорида).

## Известные представители рода
- Вирановский, Георгий Николаевич
- Вирановский, Николай Георгиевич
- Вирановский, Пётр Николаевич